# Гучжэнь
Гучжэ́нь (кит. упр. 固镇, пиньинь Gùzhèn) — уезд городского округа Бэнбу провинции Аньхой (КНР).

## История
Во времена империй Мин и Цин в этих местах находилась почтовая станция Гучжэнь (固镇驿), являвшаяся крупнейшей почтовой станцией на тракте, соединявшем Фэнъян (современный Бэнбу) и Сюйчжоу.
В октябре 1964 года решением Госсовета КНР на стыке уездов Сусянь, Хуайюань, Ухэ и Линби был образован уезд Гучжэнь, вошедший в состав Специального района Сусянь (宿县专区).
В 1971 году Специальный район Сусянь был переименован в Округ Сусянь (宿县地区).
В июле 1983 года уезд был передан из состава округа под юрисдикцию властей Бэнбу.

## Административное деление
Уезд делится на 8 посёлков и 3 волости.